# Chiesa di Santa Maria del Giardino
La chiesa di Santa Maria del Giardino era una chiesa di Milano. Situata all'angolo tra le attuali via Manzoni e via Romagnosi, fu demolita nel 1865.

## Storia
La chiesa fu costruita a partire dal 1456 su progetto di un architetto ancora sconosciuto, nonostante la paternità dell'opera sia attribuita, con molti dubbi, al Bramante o al Bramantino. Al 1582 risale la creazione del convento annesso alla chiesa e la creazione del coro su progetto di Pellegrino Tibaldi.
La chiesa il 10 agosto 1548 venne scelta come teatro dell'ultima disfida matematica tra Ludovico Ferrari, discepolo di Gerolamo Cardano, e Niccolò Tartaglia, a seguito delle dispute in merito alla scoperta della formula risolutiva dell'equazione di terzo grado.
La chiesa fu chiusa al culto al 1810 e demolita nel 1865.

## Architettura
La chiesa si presentava all'esterno con cotto a vista in tipico stile lombardo: al contrario era insolito l'interno a navata unica che stupiva per l'ampiezza dello spazio: le dimensioni della chiesa erano 40 metri di lunghezza e 30 di larghezza. La navata era scandita da sei coppie pilastri (un tempo sette, prima della creazione del coro del Tibaldi) che reggevano altrettanti archi a sesto acuto.
Nella chiesa era presenti varie cappelle di molte illustri famiglie milanesi, tra cui i Melzi, Brentani, Stampa e Landriani, assieme a molte altre decorazioni che furono recuperate con la demolizione della chiesa, tra cui le tele:
- Via Crucis di Federico Ferrario, oggi nella basilica di San Simpliciano.
- Adorazione dei Magi di Giulio Cesare Procaccini, oggi alla pinacoteca del Castello Sforzesco.
- San Girolamo di Camillo Procaccini, oggi in deposito presso la Certosa di Pavia.

Sempre al Castello Sforzesco si trovano oggi due affreschi staccati dalla chiesa:
- Noli me tangere del Bramantino.
- San Giovanni Evangelista di Vincenzo Foppa.

Si segnala infine un altro affresco, la Madonna col Bambino e otto santi sempre del Bramantino alla Galleria degli Uffizi.